# Inquisitor kilburni
Inquisitor kilburni is een slakkensoort uit de familie van de Pseudomelatomidae. De wetenschappelijke naam van de soort is voor het eerst geldig gepubliceerd in 1994 door Wells.